# Gastrochilus distichus
Gastrochilus distichus är en orkidéart som först beskrevs av John Lindley, och fick sitt nu gällande namn av Carl Ernst Otto Kuntze. Gastrochilus distichus ingår i släktet Gastrochilus och familjen orkidéer. Inga underarter finns listade i Catalogue of Life.

## Bildgalleri

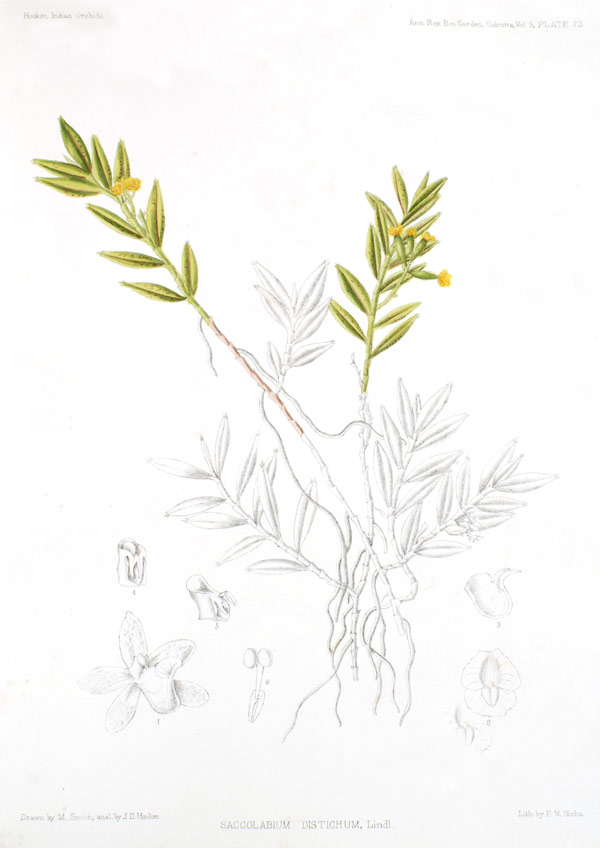